# 埼玉弁
埼玉弁（さいたまべん）は、埼玉県で話されている日本語の方言の総称。多摩弁などとともに武州弁（ぶしゅうべん）とも呼ばれる。西関東方言に分類されるが、県東部には東関東方言的な要素がある。秩父地方の方言については秩父弁も参照のこと。

## 概要
埼玉県諸地域の方言に共通する（かつ首都圏方言などとは異なる）特徴は少ない。埼玉県は関東地方の中央部に位置する内陸県であり、周辺地域と相互に影響しあってきたため、埼玉県内の方言は関東地方各地の方言の縮図になっている。埼玉県の方言は秩父、中央（熊谷市周辺）、東部と大きく3つに分けられる。すなわち、県東部では栃木弁や茨城弁に近く、県中央部・南部では江戸言葉に近く、県北部では群馬弁に近い。県西部の秩父地方の方言（秩父弁）は甲州弁とも共通点を持ち、県内他地域と比べて古い言葉が残されている。入間地域・朝霞地区は、同じ武蔵野台地上にある多摩弁との関連が強い。また、埼玉県の方言（特に北部）には東北の一地方（福島県原町市※現在の浜通り北部・南相馬市原町区）の方言と49％の共通方言が存在し、アクセントは違うものの東北方言との類似性も見せる。
元々埼玉県は東京都と同じ武蔵国であり、古くから江戸の影響が強く、さらに現在では東京のベッドタウン化が進み、埼玉都民と呼ばれる住民が増えている。そのため、現在の埼玉県の方言は県南部を中心に共通語と非常に近く、住民の方言意識も希薄である。東京都との隣接地域では言語事情も東京と連続的であり、東京の若者言葉は埼玉県の若年層に強い影響を与え、逆に「なにげに」「うちんち」「よこはいり」などは埼玉県の若年層で先に広まって東京の若者言葉に影響を与えたとされる。一方で県北部では養蚕の衰退と共に養蚕に付随する埼玉の方言も死語と化した。
以下で解説するのは、首都圏方言（新東京方言）に置き換わる前（昭和末期以前時点での高齢層が中心）の、伝統的な埼玉県方言である。

## 音声・音韻
東部にはやや東北方言的な発音特徴があるが、それ以外では東京の下町言葉の発音に近い。
- 北東部では母音イが中舌の[ï]で、エも狭めの発音になる地域がある[6]。この地域ではシ、チ、ジも子音の口蓋化が起きずに[sï]、[tsï]、[dzï]で現れる[6]。
- 県東部では子音を伴わない語頭のイとエの混同がある[7]。
- 狭母音i, uは、東京方言と同じく、無声子音に挟まれたり無声子音の後で語末にある場合に無声化が起きる[6]。
- 連母音ai, ae, oi, oe, ieがeːに変化する。「たけー」(高い)、「みねー」(見ない)のような主に形容詞や助動詞の語尾で起こる現象だが、「でーく」(大工)のような名詞や「けーた」(書いた)のような動詞活用語尾でも起こる地域もある[8]。連母音uiがiːに変化する現象もみられる[9]。
- awaのwが脱落してaːとなる現象がみられる。「かーら」(川原、瓦)、「まーる」(回る)など[10]。
- ajuはaiに変化する。「まい」(繭)、「かい」(粥)など。さらに連母音の変化が起きて「めー」「けー」にもなる[11]。
- シュ、ジュがシ、ジになる現象がみられる[12]。
- 語中のガ行子音は、東南部では東京方言と同じく鼻濁音[ŋ]で現れるが、他の地域では[g]である[12]。
- 「かわっぷち」「あおっぱな」のように、複合語であることを示すのに 促音ッが挿入される場合がある[12]。

## アクセント
県中部・西部のアクセントは、東京とほとんど同じ中輪東京式アクセントである。
一方、県東部には、「埼玉特殊アクセント」と呼ばれるアクセントがある。埼玉特殊アクセントの範囲は、北足立郡大部分・北埼玉郡中部以東・南埼玉郡全域・北葛飾郡全域で（いずれも今は市になっている地域を含む範囲。加須市・幸手市・春日部市・越谷市など）、東京都東端部・千葉県北西端・群馬県東南端にも及ぶ。主に葛飾郡域で話されているので葛飾方言とも。埼玉特殊アクセントの中でも、地域による違いが大きく、例えば蓮田市ではアメガ（雨が）、イシガ（石が）、アキガ（秋が）、加須市ではアメガ（雨が）、イシガ（石が）、アキガ（秋が）のようなアクセントである（太字が高く発音する部分）。ただ近年は共通語化が進んでいる。

### 地名
高く発音する部分を太字で表す。平板型とは、後ろにつく助詞や助動詞も高くなるもの。膝が（ひざが）、膝だ（ひざだ）など。
- 熊谷は、くまがや（平板型）になる。共通語ではくまがやになる[14]。
- 深谷は、ふかや（平板型）になる。共通語ではふかや、ふかやになる[14]。

- 本庄は、ほんじょう（平板型）になる。共通語ではほんじょうになる[15]。

- 秩父は、ちちぶ（平板型）になる。共通語ではちちぶになる。

## 文法
共通語と違いがあるもののみ記述する。

### 動詞・形容詞
終止形末尾がauとなる動詞は、秩父などでは「こー」(買う)、「もろー」(貰う)のようにauがoːに変化する。一方で東部や中部を中心に「かー」(買う)、「もらー」(貰う)のようにauからaːへの変化が聞かれる。
カ行変格活用動詞の「来る」は、「きない/きねー」(来ない)、「きられる」(来られる)等のように未然形が「き」となっていて、やや上一段活用に近づいている。命令形は大部分の地域で「こ(ー)」(来い)である。サ行変格活用「する」も上一段化傾向があり、東部や北部で「しる」があり、仮定形は東部で「しれば」が聞かれる。
ガ行五段活用動詞の音便形は、県南部で「といた」(研いだ)、「およいた」(泳いだ)のように清音で現れる。また「行く」はガ行の「いぐ」になっているが、音便形は「いって」である。
仮定形は、入間郡では「へーろば」(入れば)、「しろば」(すれば)、「たかけろば」(高ければ)のような形が現われる。この形の由来は不明である。
形容詞に「ない」が続くときは、「たかか(ー)ねー」(高くない)のような形となる。また「て」が続くときは「高くって」のように促音が挿入される。

### 助動詞
使役には、共通語と同じく五段動詞に「せる」、一段動詞に「させる」が使われるが、北部・西部で「受けらせる」のように「らせる」を使うことがある。これらは下一段活用だが、「た」に続くときは「書かした」「起きさした」のように「した」を含む形となる。
受身には、共通語と同じく五段動詞に「れる」、一段動詞に「られる」が使われるが、東部では「(ら)いる」「(ら)える」とも言う。
「…そうだ」のような様態を表すのに、「げだ」が使われる。動詞には「雨が降るげだ」（雨が降りそうだ）のように終止形に付き、形容詞や形容動詞には「たかげだ」「静かげだ」のように語幹に付く。若者言葉「なにげに」の成立に関係がありそうな表現。　　
「た」は共通語とやや用法が異なり、訪問して在宅かどうか問うのに「いたか」と言う。また過去の経験を言うのに「聞いたった」(聞いたことがある)のような「たった」が都市部を除いて使われる。
断定の助動詞や形容動詞の語尾の「だ」の仮定形は「だら」になる。
「べー」は県全域で用いられる。動詞に付く場合、意志・勧誘を表すには「べー」、推量には「だんべー」を用いて使い分ける。「べー」は五段動詞に付く場合は「書くべー」のように終止形に付くが、北部では「ん」が入って「書くんべー」のようにも言う。一段動詞には大部分の地域で「起きべー」のように未然形に付くが、東部では「起きるべー」のように終止形に付き、撥音化して「起きんべー」ともなる。「来る」には地域によって「くべー」「くるべー」「くんべー」「きべー」と異なる。「する」には全域で「すべー」が使われる他、「しべー」「するべー」「すんべー」「しるべー」を使う地域もある。形容詞に付く場合、例えば「高い」なら「たかかんべー」と「たけーだんべー」がある。
敬語の体系は共通語ほどは発達していない。丁寧語として、「やす」「やんす(あんす)」が散在していたという。また秩父で「がんす」が使われるという。
命令・依頼表現では、「置かっせー」「起きさっせー」のような未然形＋「(さ)っせー」があり、地域により「しゃい」「しぇー」「しゃんせ」「やっせ」にもなる。「…てください」に当たる表現では、「くんない」「おくんな」などを用いる地域がある。

### 助詞
助詞「は」と「を」は、「ん」の後に来た場合に、秩父を中心とした地域で「ほんな」(本は)、「ほんの」(本を)のように「な」「の」に変化する。母音の後でも「は」「を」は「きしゃー」(岸は)、「ゆきょー」(雪を)、「ふねー」(舟を)のように名詞と融合することがある。また東部では、「俺こと叩いた」のような「こと」もある。「へ」と「に」は「い」「ん」に転じる。「に」当たる、生物を表す名詞に付く助詞に「げー」もある。
「の」にあたる属格や準体助詞に「が」「がん」が使われることがある。また「の」が「ん」に転じる条件は共通語よりも広く、主に北部で疑問文末尾に「ん」が用いられる。疑問詞を伴う疑問文では、秩父郡や入間郡などで、例えば「(なぜ)なぐるのだ」の「の」が現われずに「なぐるだ」となる。
「…ずに」「…ないで」にあたるものに五段動詞未然形＋「っと」、それ以外の動詞語幹＋「らっと」がある。
秩父・東京付近を除く県大部分では、疑問詞のある疑問文で終助詞「い」が使われる。秩父では命令形に「い」を付ける。
～だねぇ～ですね
～だで～じゃないか。南部地域の表現で、千葉弁と共通。
～（だ）ぞ～（だ）ど
～けぇ～か
～なせえ～なさい、～ください。「おいでなせえ（＝おいでください）」「ごめんなせえ（＝ごめんください）」「おはいりなせえ（＝おはいりください）」のように様々な挨拶で使われていたが、戦後になって死語になった。
べーばかり。「雨べー」など。「ばい」「ばえ」とも。

## 語彙

### あ行
あさっぱら【名詞】早朝、朝早く
あしっぺた【名詞】足の裏
あれっち【形容詞】少しだけ
いいあんばい（いい塩梅）【形容詞】ちょうどいい
さらに訛って「いあんばい（です）」と挨拶に使われることがある埼玉人の感覚を表す代表的な語彙。『クレヨンしんちゃん』第926話のモチーフにもなっている。
いごく【動詞】動く
いびる【動詞】炒める、いじめる
いましがた【名詞】さっき
いまちょっと【形容詞】もう少し
うっちゃる【動詞】捨てる
うでる【動詞】茹でる
たまげる【動詞】驚く
うら【名詞】後ろ、背中
うわっぱり【名詞】上着
がまげえろ【名詞】がまがえる
おかって【名詞】台所
おさまえる【動詞】押さえる
おっかく【動詞】折り曲げる、折る
おっこむ【動詞】（洗濯物を）取り込む
おったまげる【動詞】すごく驚く
おっぽる【動詞】捨てる、投げる
おっぴろげる【動詞】開く
おっぺす【動詞】押す、圧し潰す

### か行
かくねる【動詞】隠れる
かっぱぐ【動詞】はがす、削る
かんます【動詞】掻き回す
けつまずく【動詞】転ぶ、転倒する
こうもり【名詞】傘
こそっぱい、こそばいい【形容詞】くすぐったい
こわい【形容詞】硬い、噛み切れない

### さ行
さくい【形容詞】（性格が）気さく
さっぽる【動詞】放置する
しょっぺい【形容詞】塩気が濃い
するどい【形容詞】勘が良い
そんで【接続詞】そして

### た行
たかる【形容動詞】（虫が）とまる、（他人の金、物等に対して）ねだる、せびる、せがむ、群がる、集まる
ため【名詞】溜める、たまるようにする集めてためるようにする
ちっと【形容詞】少し、ちょっと
つのっとい【形容詞】とがっている、先端が鋭い
つぐむ【動詞】しゃがむ
つぐひ【名詞】翌日
でれすけ【名詞】なまけもの、ばかもの
てんで【副詞】全く
とばぐち【名詞】玄関、入り口

### な行
なす【動詞】返す、戻す
なびる【動詞】付け加える、こすりつける
ぬくとい【形容詞】温かい、暖かい　

### は行
は〜【副詞】もう（暖かい）、あゝ
ほっぽる【動詞】捨てる、投げる
ほっぽりだす【動詞】捨てる、投げる

### ま行
まっつぐ【形容詞】まっすぐ

## 埼玉弁の例
- 埼玉県の方言の模擬会話例[2]

「次郎まだきねえなあ（＝次郎はまだ来ないなあ）」
「次郎ちゃんなら、かわっぱたあるってたよ（＝次郎ちゃんなら、川岸を歩いていたよ）」
「もうくれえし、けっつまずいて川におっこったら、てえへんだよ（＝もう暗いし、けつまずいて川に落ちたら、大変だよ）」
「ちっとんべえ呼びに行ってくらあ（＝ちょっと呼びに行ってくるよ）」
「それがよかんべえ（＝それが良いだろう）」

## 埼玉弁に関連した人物・作品など
- 47都道府犬 -  声優バラエティー SAY!YOU!SAY!ME!内で放映された短編アニメ。郷土の名産をモチーフにした犬たちが登場する。埼玉県は、埴輪がモチーフの埼玉犬として登場し、「埴輪を発掘して仲間にするんだー、たくさんたくさんお友達つくるぅ～。」などと話す。声優は、埼玉県出身の竹達彩奈が担当している。
- まゆみ！ - 『りぼん』（集英社）で1990年10月号から2003年6月号まで連載されていたギャグ漫画。作者の田辺真由美が埼玉県飯能市出身であり、主人公の祖母ボーバー（モデルは作者の祖母）をはじめ、作品に登場する高齢者は大体が埼玉弁（飯能弁）を話す。
- 青天を衝け - 主人公の渋沢栄一が血洗島村（現深谷市血洗島）の出身であり、幼少期から若年期の栄一や同郷の人物たちの言葉は埼玉弁（深谷弁）である。

## 主な話者著名人
- 京佳（女優、歌手、YouTuber） - 川口市出身。一部の語句に埼玉弁要素が見られる。
- 北斗晶（元女子プロレスラー、タレント、芸能プロモーター） - 吉川市出身。県南東部出身で都内下町・城東地区に近く、江戸言葉・べらんめえ口調的な側面もある[33]。また実家も吉川市内で、実家は代々続く専業農家であり、父親は都内に出向き農作物を出荷している[34]。
- Bro.TOM（俳優、タレント、歌手）- 熊谷市出身。埼玉県を舞台にした「翔んで埼玉」の実写映画に出演。